# Tunesien ved sommer-OL 2020
Tunesien deltog under Sommer-OL 2020 i Tokyo som blev afviklet i perioden 23. juli til 8. august 2021.

## Medaljer
| 2020 Tokyo | Guld | Sølv | Bronze | Total |
| Tunesien   | 1    | 1    | 0      | 2     |

### Medaljevinderne
| Tunesien under sommer-OL 2020 i Tokyo | Tunesien under sommer-OL 2020 i Tokyo | Tunesien under sommer-OL 2020 i Tokyo | Tunesien under sommer-OL 2020 i Tokyo | Tunesien under sommer-OL 2020 i Tokyo |
| Medalje                               | Navn                                  | Sport                                 | Event                                 | Dato                                  |
| ------------------------------------- | ------------------------------------- | ------------------------------------- | ------------------------------------- | ------------------------------------- |
| Guld                                  | Ahmed Hafnaoui                        | Svømning                              | Mændenes 400 m fri                    | 25. juli                              |
| Sølv                                  | Mohamed Khalil Jendoubi               | Taekwondo                             | Mændenes 58 kg                        | 24. juli                              |